# Friedhof (Prichsenstadt)

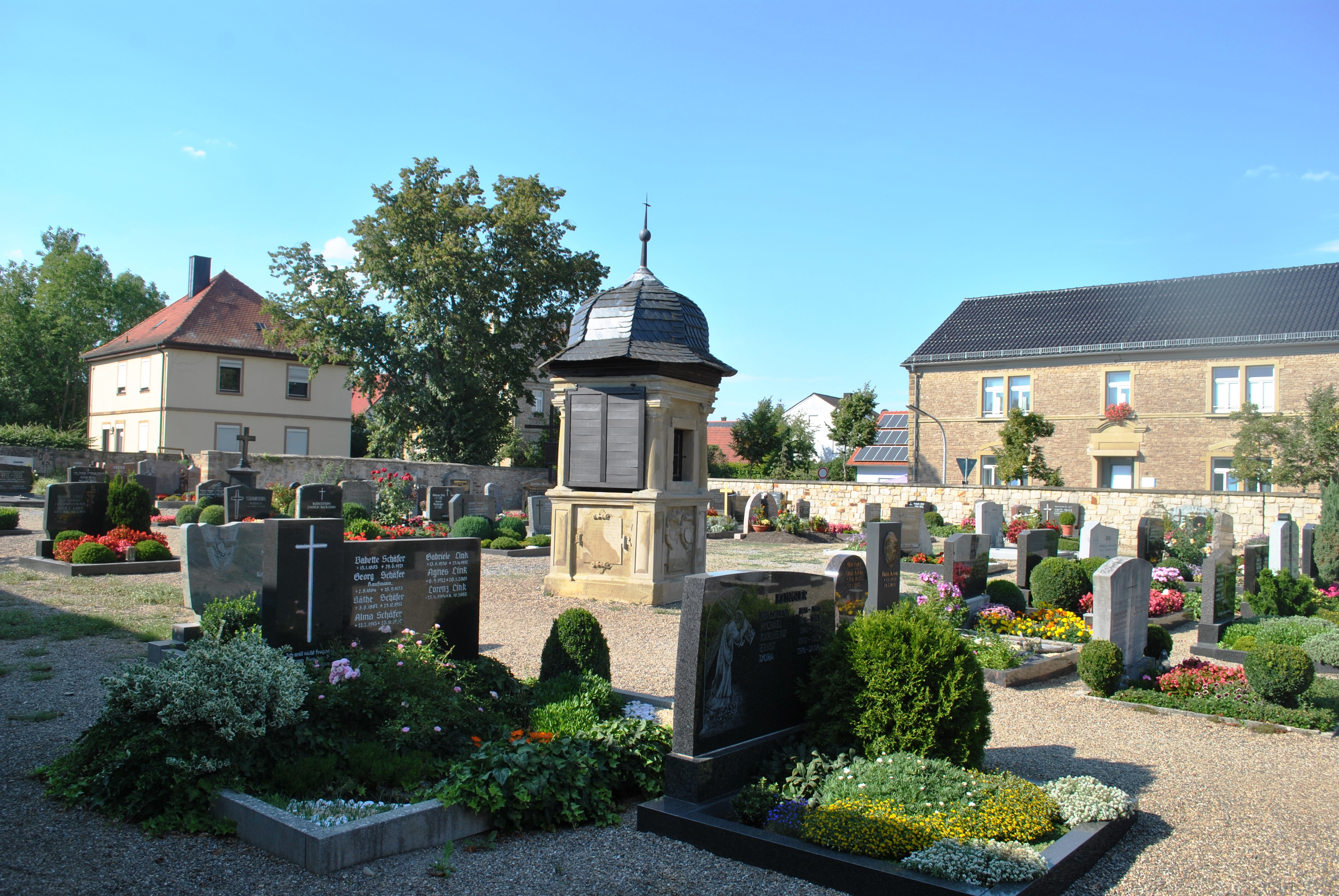
Der Friedhof in Prichsenstadt

Der Friedhof in Prichsenstadt ist ein historisch bedeutsamer Bestattungsplatz am Rand der Altstadt der unterfränkischen Gemeinde. Er wurde nach 1542 entlang der heutigen Bahnhofstraße angelegt.

## Geschichte
Die Geschichte des Friedhofs in Prichsenstadt ist eng mit den Entwicklungen des 16. Jahrhunderts verbunden. Noch zu Beginn des Jahrhunderts war es üblich, die Toten um die Kirche inmitten der Dörfer und Städte zu bestatten. Eine große Pestwelle führte zu einem Anstieg der Totenzahlen, sodass eine Verlegung vor die dicht bebaute Altstadt nötig wurde. Zugleich löste die Reformation das bisher von der Kirche propagierte Dogma der Einheit von Lebenden und Toten auf. 1542 wurde der Prichsenstädter Friedhof an die heutige Stelle verlegt.
Der Friedhof wurde gegen Ende des 16. Jahrhunderts auf die heutige Fläche erweitert. Wahrscheinlich brachte man mit dieser Erweiterung auch das Portal an, das mit der Jahreszahl 1598 genau datiert werden kann. Zwischen 1542 und 1605 gelangten die Arkaden ins Friedhofsinnere. Sie Begräbnisplätze für die wohlhabendere Bevölkerung und enthielten kunstvoll verzierte Epitaphien. Diese „Leichensteine“ wurden 1833 großteils weggeschafft.
Der heute noch bestehende Mittelpunkt des Friedhofs, die sogenannte Friedhofskanzel wurde 1605 errichtet, was aus einer Inschrift im Korpus hervorgeht. Das Ensemble aus Portal, Arkaden und Kanzel wurde ab den 1930er Jahren von den jeweiligen Denkmalämtern gefördert und blieb deshalb erhalten. Heute wird der Prichsenstädter Friedhof vom Bayerischen Landesamt für Denkmalpflege als Baudenkmal eingeordnet.

## Beschreibung

### Portal
Das Portal aus Sandstein in den Formen der Renaissance befindet sich auf der der Altstadt zugewandten Ostseite des Friedhofs. Die Portalrahmung wird von zwei Pilastern mit Säulenkapitellen und diamantierten Sockeln gebildet. Darüber befindet sich ein langgestreckter Dreiecksgiebel, ein ausladendes Gesims verbindet die beiden Bauteile miteinander.
Zentral dominiert eine Inschriftentafel im Giebel das Portal. Die Inschrift beschreibt die Anlage und Erweiterung des Friedhofs und schließt mit einem Bibelvers ab. Sie lautet: „Als man schrieb MVLXXXXVIII/ wardt dieser Gottsacker gemacht./ Welcher als man zuvor 1542 zehlt den Verstorbenen zur Ruhestatt erwehlt. HERR LEHRE UNS BEDENCKEN DAS WIR STERB/ EN MÜSSEN AUF DAS WIR KLUG WERDEN/ Psalm 90“. Die Tafel wird auf jeder Seite von angedeuteten Schlössern eingerahmt.

### Arkade
Die Arkade füllt die Südseite des Friedhofes aus. Diese Bauwerke entstanden einerseits, um der Trauergemeinde einen Versammlungsraum für Beerdigungen zu bieten und wurden andererseits als Begräbnisstätte genutzt. Die Prichsenstäder Arkade wurde in zwei Bauphasen errichtet, dies verdeutlichen die Kopfbänder durch ihre unterschiedliche Bauform. Die Errichtung der Arkade ist zeitlich nicht genau festzulegen, da solche Unterstände zumeist auf die Kanzel ausgerichtet waren, ist eine Bauzeit vor 1605 wahrscheinlich.
Die Arkade ist ein massiver Steinbau auf der dem Friedhof abgewandten Seite. Die andere Seite ist geöffnet; schlichte Holzsäulen tragen das langgestreckte Walmdach. Mehrere Epitaphe wurden bereits im 19. Jahrhundert entfernt. Lediglich eines hat sich erhalten. Daneben wurden in den Jahren 1889/1890 Bänke aufgestellt, um den Leichenpredigten folgen zu können.
In den Arkaden befindet sich ein sogenanntes „Bahrhäusschen“, in dem die Totenbahren aufbewahrt wurden. Es wurde erstmals 1666 genannt, als repariert werden musste. Die Bahren, die zum Transport der Toten aus dem Haus zum Friedhof verwendet und im Laufe der Zeit erneuert wurden, waren noch zu Beginn des 21. Jahrhunderts im Häuschen aufbewahrt.

### Friedhofskanzel
Den Mittelpunkt des Friedhofsareals bildet die sogenannte Friedhofskanzel. Sie entstand, um weiterhin Predigten auf den nun von der Kirche weiter entfernten Begräbnisstätten abhalten zu können. Sie ist ein quadratischer Pavillon mit einer schiefergedeckten welschen Haube. Der Kanzelkorpus enthält mehrere Verzierungen, darunter ein Allianzwappen. Die Erneuerungen der Kanzel in den Jahren 1659 und 1950 wurden dort vermerkt.
Eine lateinische Inschrift auf der Südwand mit einem Bibelvers lautet: „CHRISTUS IOHAN VIII/ VERA EQUIDEM VOBIS PANDO MIHI CREDIT: VISQVIS/ SERVARIT VERBI DOGMATA SACRA MEI/ AETERNM LETHI MORSUS NEC SENTIET ILLE/ PLANE ET AB INFERI CARCERE LIBER ERIT/ NAMQ EVANGELII DVLCISSIMA CONICO MORTIS/ VICTRICI DOMITÆ FIT MEDICINA FIDE“ (Christus Johannes Kap. 8: Wahres verkünde ich euch – glaub mir: Jeder, der die heiligen Lehren meines Wortes bewahrt, wird auf ewig nicht die Bisse des Todes spüren, sondern völlig frei sein von dem Kerker der Hölle. Denn die honigsüße Predigt des Evangeliums wird zum Heilmittel gegen den Tod, der durch den siegreichen Glauben gebändigt wird).